# 둥인 지구지휘부
육군 둥인 지구지휘부(중국어 정체자: 陸軍東引地區指揮部, 영어: Dongyin Area Command), 줄여서 東引指揮部→둥인지휘부, 東指部→둥지부는 푸젠성 롄장현 둥인향에 주둔하고 있는 중화민국 육군사령부 직속 수비대지휘부이다.

## 개요
忠義部隊, 충의부대로도 알려진 이 부대는 1960년 9월 9일에 설립된 육군 반공구국군 지휘부가 전신이다. 지휘관에 육군 소장이 편성되는 여단급이지만, 총 병력 약 1천명 밖에 안된다. 전쟁 시기에는 둥인지구의 작전지휘 및 계엄을 맡는다.

## 역사

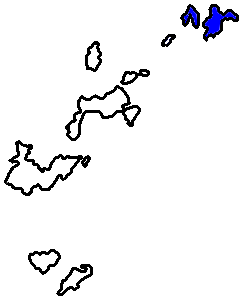
육군 둥인 지구지휘부의 관할 구역 범위

951년, 江浙(장쑤성-저장성), 閩粵(푸젠성-광둥성) 지구 유격대, 푸젠성 진먼현 소재의 푸젠성 반공구국군 총지휘부, 저장성 다천섬 소재의 저장성 반공구국군 총지휘부가 설립되었다.
1953년 7월, 저장성 반공구국군 총지휘부를 다천 방위사령부로 개편하였다.
1955년 2월 9일, 이장섬 전투에서의 패배로 다천 군도의 통제권을 잃게 되자, 미국 해군과 중화민국 국군의 합동 작전인 킹콩 작전/금강계획에 따라 다천 방위사령부와 주민들이 섬에서 철수하여, 타이완성 자이현으로 옮겨갔다.
1955년 3월 23일, 다천 방위사령부가 타이완성 펑후현 위엉섬으로 옮겨가 부대를 정비하고 훈련하였다.
1955년 4월 16일, 다천 방위사령부가 정식 번호를 부여받고 반공구국군 제1총대로 개편되었다. 같은 해 5월 1일, 반공구국군 제1총대는 육군총사령부 직속부대로 배치되고, 푸젠성 반공구국군 총사령부를 반공구국군 제2총대로 개편하였다. 반공구국군 지휘부는 타이완성 타이베이시 원산에 두고, 적후공작처(敵後工作處) 및 소속 종대를 국방부 정보국 소관으로 넘겼다.
1955년 11월 1일, 반공구국군 제1총대는 펑후에서 정비 및 훈련을 마친 뒤, 우추, 둥취안를 인수하는 명령받았다. 우추를 뺀 나머지 지구는 마쭈 수비구지휘부에서 맡았다.
1955년 12월 1일, 둥인 수비구가 성립되고, 총대장이 지휘관을 겸임하되, 작전지휘권이 해군총사령부로 넘어갔다.
1960년 9월 9일, 반공구국군 제1총대, 제2총대가 육군 반공구국군으로 병합되고, 작전지휘권이 육군총사령부로 되돌려졌다. 둥인에 육군 반공구국군 지휘부를 설립하였다..
1998년 10월 1일, 국방부조직법 정실안에 따라 육군 반공구국군에서 육군 보병 제195여단으로 개편되었다.
2006년 11월 1일, 국방부조직법 정진안 제2단계에 따라 육군 둥인 지구지휘부로 개편되었다.

## 부대

### 지휘부
- 지휘관 1명 소장
- 부지휘관 1명 상교
- 참모주임 1명 상교
- 부참모주임 1명 중교
- 정치작전주임 1명 상교
- 사관독도장 1명 사관장

### 직속부대
- 본부중대
- 포병중대(중대 본부소대+포병소대 2개)
- 방공중대
- 전투공병중대
- 지원중대(보급소대, 보수소대, 위생소대); 2014년 7월에 편성함.

### 예속부대
- 보병대대(대대 본부중대+보병중대 2개+기계화보병중대(CM-21 장갑차 운용))

## 기록

### 소속
1. 육군총사령부; 1955년 5월 1일
2. 해군총사령부; 1955년 12월 1일, 작전지휘권
3. 육군총사령부; 1960년 9월 9일

### 계보
- 푸젠성 반공구국군 총지휘부
  - 1951년, 福建省反共救國軍總指揮部, 푸젠성 반공구국군 총지휘부
  - 1955년 5월 1일, 反共救國軍第二總隊, 반공구국군 제2총대
- 저장성 반공구국군 총지휘부
  - 1951년, 浙江省反共救國軍總指揮部, 저장성 반공구국군 총지휘부
  - 1953년 7월, 大陳防衛司令部, 다천 방위사령부
  - 1955년 4월 16일, 反共救國軍第一總隊, 반공구국군 제1총대
- 1960년 9월 9일, 陸軍反共救國軍指揮部, 육군 반공구국군 지휘부
- 1998년 10월 1일, 陸軍步兵第一九五旅, 육군 보병 제195여단
- 2006년 11월 1일, 陸軍東引地區指揮部, 육군 둥인 지구지휘부

## 같이 보기
- 반공구국군(중국어판)
- 관두 지구지휘부
- 란양 지구지휘부
- 타이둥 지구지휘부

## 인용
1. ↑  “軍團特色 - 東引地區指揮部”. 《中華民國陸軍人才招募小組》 (중국어 (대만)). 陸軍司令部. 2014년 5월 12일. 2014년 8월 12일에 원본 문서에서 보존된 문서. 2014년 8월 9일에 확인함.
2. ↑  蔡耀緯 (2012년 9월 10일). “東指部隊慶暨懇親活動熱鬧登場” (중국어 (대만)). 馬祖日報. 2014년 12월 28일에 확인함.
3. ↑  “陸軍東引地區指揮部”. 《中華民國陸軍》 (중국어 (대만)). 中華民國陸軍司令部. 2014년 7월 29일. 2014년 3월 4일에 원본 문서에서 보존된 문서. 2014년 8월 10일에 확인함.